# Юст Триестский
Юст Триестский (итал. San Giusto di Trieste; казнён 2 ноября 293 года) — святой мученик из Триеста. День памяти — 2 ноября.

## Биография
Святой Юст, горожанин в Триесте, согласно его мученичеству, был известен своими трудами и добродетелями. Будучи христианином и отказавшись принести жертвоприношение, он предстал перед римским судом. Юста приговорили к казни и утопили в Триестском заливе, неподалёку от нынешнего promontorio Святого Андрея.
В ночь кончины Юста пресвитеру (священнику или епископу) Севастиану во сне было сообщено, что тело святого прибило к берегу, несмотря на тяжести, которые должны были утянуть его на дно. Севастиан со спутниками-христианами отправился на поиски тела, которое было обретено на месте современной Riva Grumula. Святой Юст был погребён недалеко от того берега, где он был найден. Во времена Поздней античности неподалёку от Piazza Hortis в Триесте было кладбище, и возможно бывшая базилика Святых Мучеников на углу Via Ciamician и Via Duca d’Aosta была воздвигнута над могилой Юста.
В Средние века тело Юста Триестского было перенесено в часовню в соборе Девы Марии (совр. Duomo), относящемся к VI веку. Когда в X—XI веках часовня была присоединена к базилике, собор, будучи посвящённым Богоматери, стал называться собором Святого Юста.
Юст почитается святым покровителем Триеста. Он также считается покровителем городов Лабин, Сан-Джусто-Канавезе, а также в Мизильмери, что на Сицилии.